# Gilbert Larréguy
Pas d'image ? Cliquez ici

a Compétitions nationales et continentales officielles uniquement.

b Matchs officiels uniquement.
Gilbert Larréguy, né le 6 mai 1931 à Mouguerre et mort le 17 février 1969 à Bayonne, est un joueur français de rugby à XV, qui a joué avec l'équipe de France et l'Aviron bayonnais au poste de troisième ligne aile (1,75 m pour 82 kg).
Il fut par la suite cafetier au théâtre de Bayonne. 

## Carrière de joueur

### En équipe nationale
Il a disputé un test match le 24 avril 1954 contre l'équipe d'Italie.

## Palmarès
- Sélections en équipe nationale : 1 (+1 non officielle)
- Vainqueur de la Coupe d'Europe FIRA de rugby à XV 1954